# Rhin alpin
 (janvier 2014).
Si vous disposez d'ouvrages ou d'articles de référence ou si vous connaissez des sites web de qualité traitant du thème abordé ici, merci de compléter l'article en donnant les références utiles à sa vérifiabilité et en les liant à la section « Notes et références ».
Pour les articles homonymes, voir Rhin (homonymie).
Pour un article plus général, voir Rhin.
Le Rhin alpin (en allemand : Alpenrhein) est une subdivision du Rhin qui débute au confluent du Rhin antérieur et du Rhin postérieur à Bonaduz. Il s'étend sur environ 90 kilomètres de longueur jusqu'à son embouchure dans le lac de Constance. 

## Géographie

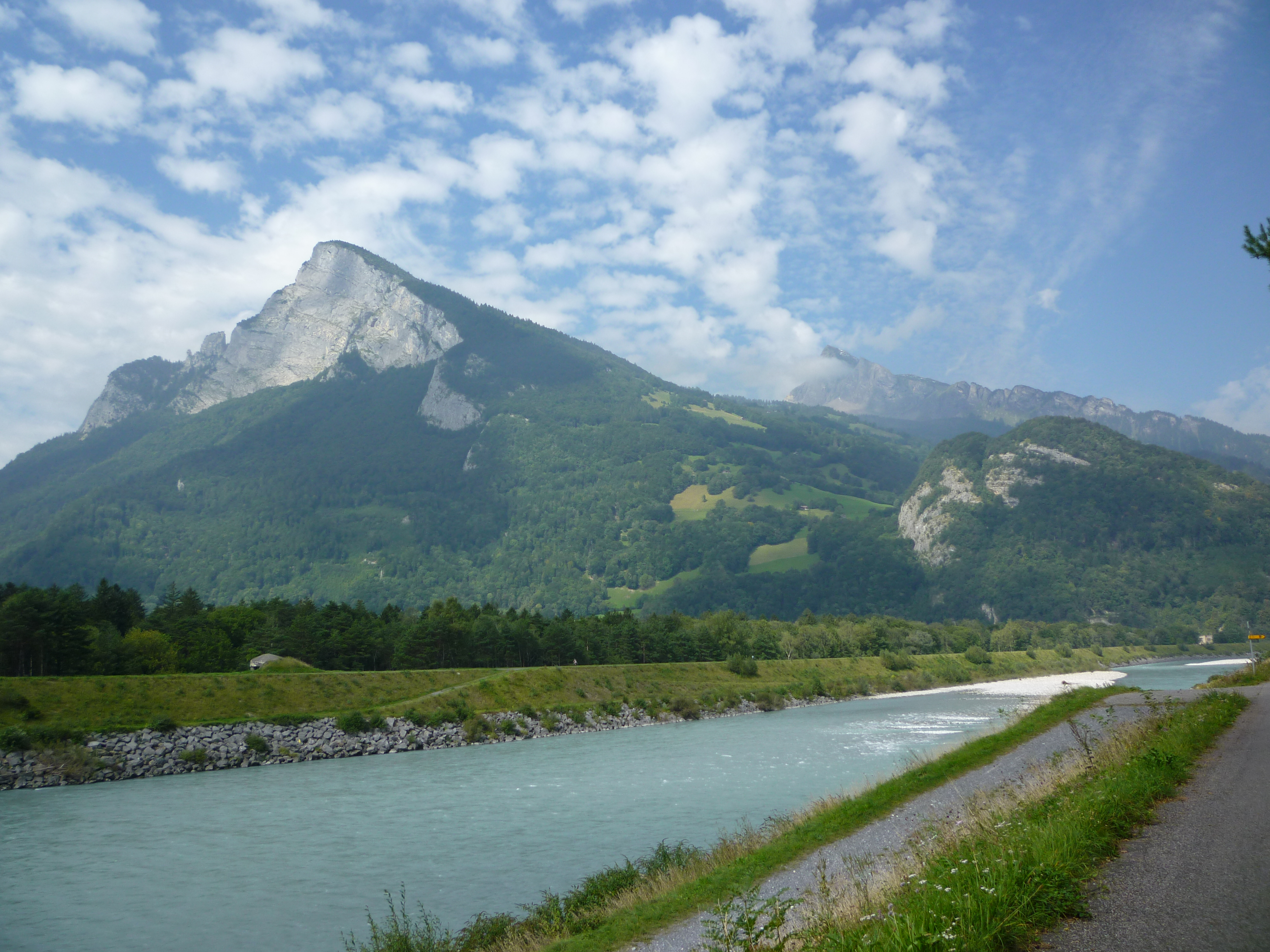
Vue sur la vallée du Rhin alpin et le massif du Gonzen.

Le Rhin antérieur et le Rhin postérieur confluent entre Bonaduz et Reichenau pour former le Rhin alpin. De Bonaduz au lac de Constance, il parcourt 90 km et descend de 592 m d'altitude à 396 m. 
La rivière coule vers l'est à Coire, le chef-lieu du canton des Grisons, où il s'oriente de façon marquée vers le nord. Il s'écoule à travers la vallée du Rhin (de) (Alpenrheintal), une vallée glaciaire alpine. Près de Sargans, la ligne de partage des eaux entre le Rhin et l'Aar n'est située qu'à quelques mètres au-dessus de la cote maximale du Rhin. Le Rhin alpin forme après Sargans la frontière entre le Liechtenstein et la Suisse, puis une partie de la frontière entre l'Autriche et la Suisse.
Le Rhin se jette dans le lac de Constance sous la forme d'un petit delta intérieur, délimité à l'ouest par l'Alter Rhein et à l'est par le Rhein canalisé. Ce delta constitue en plusieurs endroits une réserve naturelle et ornithologique et comprend les localités autrichiennes de Gaißau, Höchst et Fußach.

## Hydrologie
Le rang de Strahler est de neuf.